# Neobrocha phaeocyma
Neobrocha phaeocyma är en fjärilsart som beskrevs av Edward Meyrick 1886. Neobrocha phaeocyma ingår i släktet Neobrocha och familjen björnspinnare. Inga underarter finns listade i Catalogue of Life.